# Беннет, Чарльз, 2-й граф Танкервиль
Чарльз Беннет, 2-й граф Танкервиль (англ. Charles Bennet, 2th Earl of Tankerville; 21 декабря 1697 — 14 марта 1753) — британский пэр и политик. Он носил титул учтивости — лорд Оссулстон с 1714 по 1722 год.

## Биография
Родился 21 декабря 1697 года. Единственный сын Чарльза Беннета, 1-го графа Танкервиля (1674—1722), и леди Мэри Грей (1678—1710), дочери Форда Грея, 1-го графа Танкервиля (1655—1701). Ему был присвоен титул лорда Оссулстона, когда его отец был назначен графом Танкервиллем в 1714 году.
Он получил образование в Итонском колледже (Виндзор, графство Беркшир) и Винчестерском колледже (Винчестер, графство Хэмпшир).
Капитан 8-го драгунского полка с 1716 года.
21 мая 1722 года после смерти своего отца он унаследовал титулы 2-го графа Танкервиля и 3-го лорда Оссулстона.
Он занимал должность лорда спальни принца Уэльского (1729—1733), кавалер Ордена Чертополоха (1730), занимал пост капитана йоменской гвардии в правительстве сэра Роберта Уолпола (1733—1737).
Лорд-лейтенант графства Нортумберленд с 1740 по 1753 год.

## Семья
Около 1715 года он женился на Камилле Колвилл, дочери Эдварда Колвилла. Она служила камеристкой королевы Каролины, а затем принцессы Августы. У супругов было трое детей:
- Леди Камилла Беннет, она вышла замуж за генерал-лейтенанта Гилберта Фейна Флеминга[1].
- Чарльз Беннет, 3-й граф Танкервиль (6 сентября 1716 — 27 октября 1767)[1], старший сын и преемник отца.
- Достопочтенный Джордж Беннет (1727—1799)[1].

Лорд Танкервиль умер в марте 1753 года в возрасте 55 лет, и ему наследовал графство его старший сын Чарльз.